# チェンブラ
チェンブラ（伊: Cembra）は、イタリア共和国トレンティーノ＝アルト・アディジェ州トレント自治県チェンブラ・リジニャーゴにある分離集落（フラツィオーネ）。
かつては独立の自治体（コムーネ）であったが、2016年1月1日に近隣のリジニャーゴと合併し、新自治体の一部となった。

## 地理

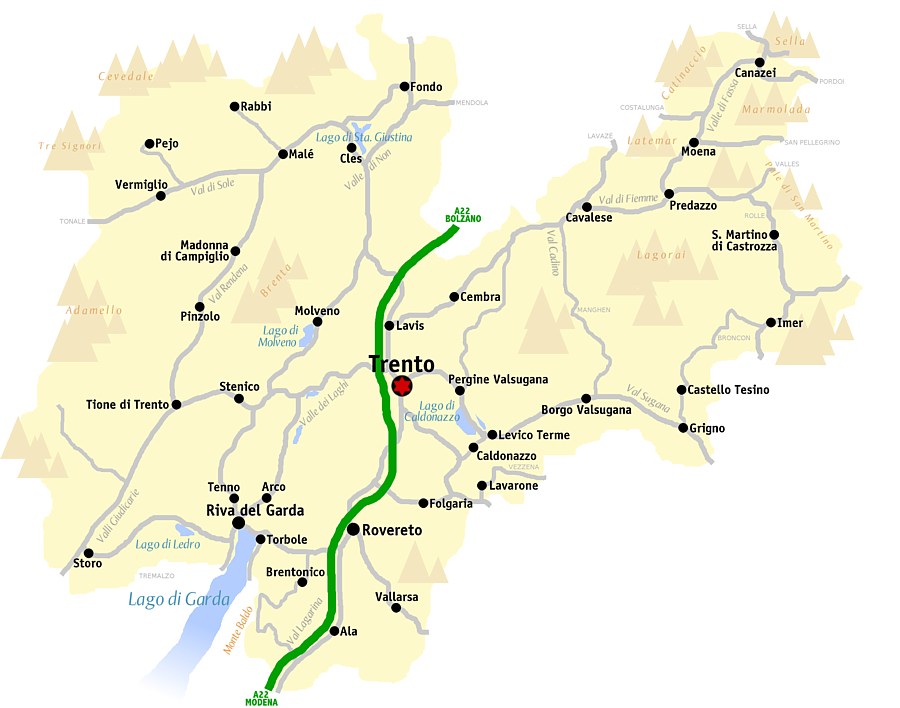
トレント県概略図

### 位置・広がり
トレント自治県北部に位置するコムーネ。県都トレントから北東へ14kmの距離にある。

#### 隣接コムーネ
コムーネとしてのチェンブラは、以下のコムーネと隣接していた。括弧内のBZはボルツァーノ自治県所属を示す。
| - サロルノ (BZ) - ジョーヴォ - ファヴェル - セゴンツァーノ - ローナ＝ラーゼス - リジニャーゴ - アルビアーノ |

## 行政

### Comunita di valle
トレント自治県が設置した広域行政組織 Comunita di valle 「ヴァッレ・ディ・チェンブラ」 (it:Comunita della Valle di Cembra)  （事務所所在地: ファヴェル）に属する。

## 住民

### 言語
| 少数言語話者の割合（2011年） | 少数言語話者の割合（2011年） | 少数言語話者の割合（2011年） | 少数言語話者の割合（2011年） | 少数言語話者の割合（2011年） |
| ---------------------------- | ---------------------------- | ---------------------------- | ---------------------------- | ---------------------------- |
|                              |                              |                              |                              |                              |
| ラディン語                   | ラディン語                   |                              | 0.3%                         | 0.3%                         |
| モケーニ語                   | モケーニ語                   |                              | 0.0%                         | 0.0%                         |
| チンブロ語                   | チンブロ語                   |                              | 0.3%                         | 0.3%                         |

2011年10月9日に行われた国勢調査によれば、若干のラディン語話者とチンブロ語話者がいる。